# تالاب

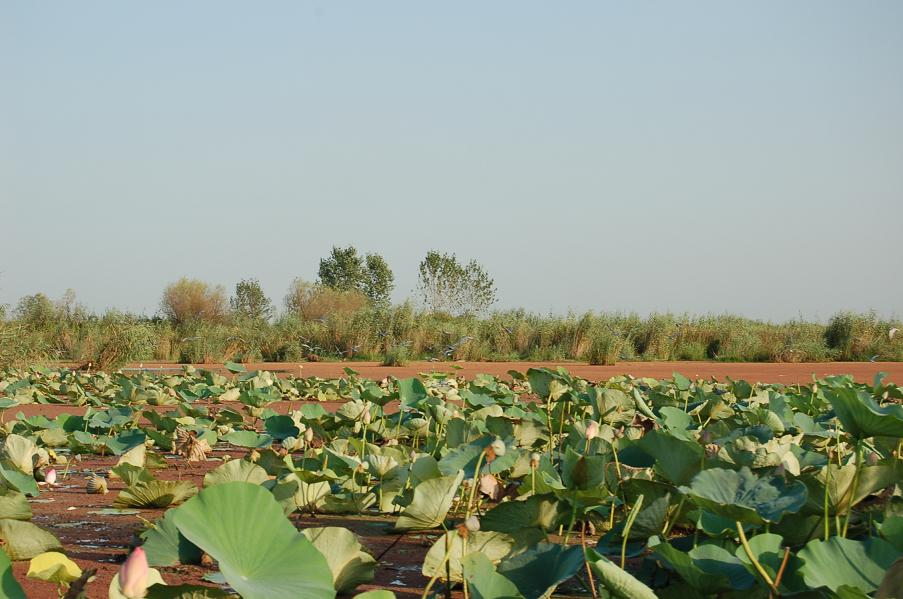
تالاب انزلی

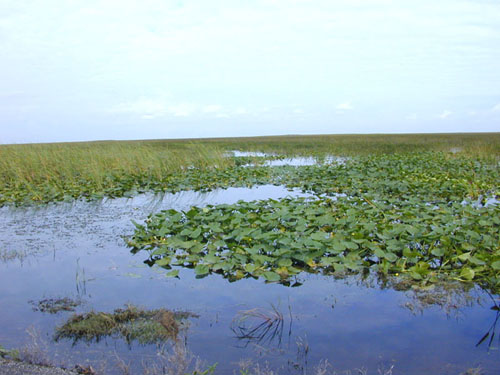
تالاب آب شیرین در فلوریدای آمریکا

تالاب‌ها محیط‌هایی هستند که مشخصاتشان چیزی میان خشکی و آب است. تالاب‌ها ممکن است همواره دارای آب باشند یا اینکه گاه خشک و گاه آب‌دار باشند. برخی تالاب‌های نزدیک دریا با جزر و مد تغییر وضعیت می‌دهند.
تالاب‌ها میتوانند جلوی سیل را بگیرند و به خاطر پوشش گیاهی و آب میتوانند مکانی مناسب برای زندگی پرندگان باشند.
مشخصه اصلی تالاب‌ها ماندگاری نسبی آب در آنها است. آب تالاب‌ها ممکن است شور باشد یا شیرین.
کنوانسیون رامسر معاهده‌ای بین‌المللی است که در ۱۹۷۱ امضا شده‌است به منظور حفظ و نگهداری تالاب‌ها می‌باشد. در این کنوانسیون فهرستی از تالاب‌های مهم جهان نیز تهیه شده که به «فهرست رامسر» شهرت دارد. در این فهرست بریتانیا با ۱۶۴ تالاب از لحاظ تعداد و کانادا با ۱۳۰ هزار کیلومتر مربع تالاب، از لحاظ وسعت رکورددار است. مقر دائمی کنوانسیون در گلند، سوئیس اس‍ت.

## تالاب‌ها در ایران
وضعیت آلودگی تالاب‌ها در ایران همواره مورد نقد بسیاری از دوستداران محیط زیست در این کشور است. عدم مدیریت پسماندها و فاضلاب‌ها در محیط تالابی، قطعه قطعه کردن تالاب، آتش زدن حوضچه‌های نفتی در تالاب از ابتدای حضور تاکنون و تخلیه پسماندهای نفتی در محدوده تالابی که از تخلفات میدان نفتی آزادگان در هورالعظیم است، عدم ارائه برنامه‌های احیایی و… از بحث‌های این فعالان محیط زیست است. فعالان زیادی در این حوزه، بارها به این مسائل پرداخته‌اند.
گری لوییس هماهنگ‌کننده مقیم سابق سازمان ملل متحد در ایران اعتقاد دارد که در یک قرن گذشته دو سوم تالاب‌های دنیا از بین رفته‌اند و اکنون فقط ۳۳ درصد از کل تالاب‌های ۱۰۰ سال گذشته باقی مانده‌است.
وی با بیان این موضوع که مشکل نابودی تالاب‌ها تنها مختص ایران نیست بلکه کشورهای زیادی درگیر این موضوع هستند اعتقاد دارد در مدت دو سال گذشته اقدامات خوبی در زمینه حفاظت از تالاب‌ها در ایران انجام شده و مباحث محیط زیستی ارتقا یافته‌است.

## از بین رفتن تالاب‌ها
یک تحقیق جهانی اخیر نشان می‌دهد که حدود ۸۷ درصد تالاب‌های جهان در سیصد سال گذشته از بین رفته‌اند. دلیل اصلی این پدیده استفاده از زمین تالاب‌ها برای کشاورزی بوده‌است. از میان رفتن تالاب‌ها خطرات جدی برای گونه‌های گیاهی و حیوانی که برای زندگی به این محیط وابسته هستند دارد.

## انواع تالاب

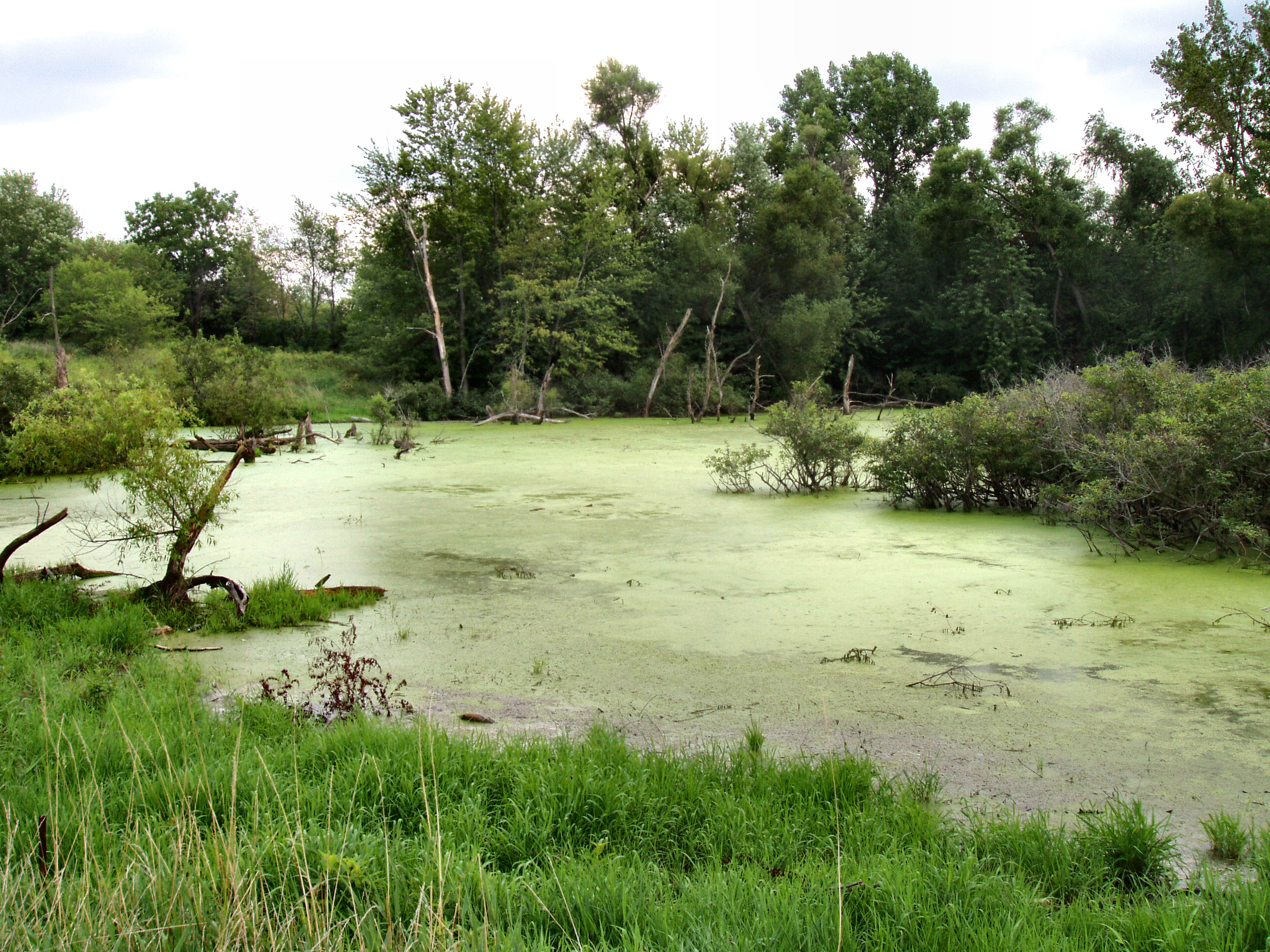
یک تالاب کوچک در شهرستان مارشال، ایالت ایندیانای آمریکا.

- باتلاق زمینهای آبدار یا خیس پر از گیاه و درخت.
- مانداب یا هور با آبی راکد و باز و گیاهان کوتاه بیشتر از جنس علف و نی.
- خلاش آبگیری است که رستنی‌های آن پوسیده باشد.
- خلنگزار تالاب‌هایی به شکل خارستان هستند.
- لشاب تالابی نیزاری است که آب آن از گیاه آکنده شده و هوای کمی می‌گیرد.[۱۱]
- تالاب‌های مصنوعی که برای سیل گیری رودخانه‌ها و دریاها درست می‌شود، مانند پروژه‌های چاه‌نیمه در سیستان. آب‌بندان، گونه‌ای از تالاب‌های مصنوعی ساخته دست بشر برای پرورش ماهی و ذخیره آب است.